# Paul Christophe (ingénieur)
Pour les articles homonymes, voir Paul Christophe.
Paul (Isidore, Armand) Christophe, né le 25 juillet 1870 à Verviers et mort le 11 juin 1957 à Saint-Josse-ten-Noode, faubourg de Bruxelles, est un pionnier du calcul des structures en béton armé.

## Biographie
Christophe a étudié de 1888 à 1892 le génie civil à l'université de Gand et fut employé par le service belge des ponts et chaussées. D'abord affecté au Service spécial de la Meuse (à la résidence de Liège), il fut promu ingénieur en chef (1892) et appelé en 1897 au Comité permanent de l’Administration centrale des Ponts et Chaussées à Bruxelles, où il siégea une dizaine d'années. 

### La résistance du béton armé
Nommé Directeur du Service des Essais de Ponts (1898), il réalisa plusieurs expérimentations sur le procédé Vierendeel : il faut citer à ce sujet ses épreuves de chargement sur le pont de Rouillon et d'autres franchissant la Meuse (1907). 
Dans le cadre de l'Exposition universelle de 1900, il dressa un rapport sur les performances du béton armé, qui constitue le premier état de l'art sur le sujet, et qui fut traduit en allemand et en russe. Il y exposait une méthode de dimensionnement introduisant le concept de « contrainte admissible », qui repose sur ses observations expérimentales tout en justifiant les dispositions, essentiellement qualitatives, adoptées par les pionniers du béton armé Edmond Coignet et Napoléon de Tédesco, auteurs dès 1894 des premières règles de dimensionnement en français.

### La Reconstruction
Il fut nommé en 1919 directeur du Département des Études Techniques des Ponts, chargé essentiellement de réparer les destructions de la Grande Guerre. Christophe aurait souhaité multiplier la réalisation de ponts en béton armé, mais l'urgence économique du pays favorisa plutôt les ouvrages métalliques. La plupart de ces ponts n'allaient toutefois pas survivre au Blitzkrieg de 1940.
Promu inspecteur général des ponts et chaussées (1933), il prit sa retraite deux ans plus tard. L’Académie des sciences de Belgique lui a décerné le prix Charles Lemaire par deux fois : d'abord pour ses innovations sur les infrastructures fluviales (1893), puis pour ses recherches sur la résistance du béton armé (1901). Il milita dès 1935 pour doter la Belgique d'un réseau autoroutier.
Il a entretenu une correspondance suivie avec Friedrich Ignaz von Emperger ainsi qu'avec le Français Hennebique, dont il n'hésite pas à critiquer les idées,.